# 유투바이오
유투바이오(U2Bio Co. Ltd.)는 대한민국의 헬스케어 기업이다. 본사는 서울특별시 송파구 오금로 489 4층에 위치해 있으며 대표이사는 김진태이다. 농심그룹 신춘호 초대회장의 삼남 신동익 부회장이 메가마트가 보유한 엔디에스(전 농심데이터시스템)이 최대주주이다.

## 역사
2009년에 법인 설립되었으며 2015년 한국거래소 코넥스 시장에 상장하였다

## 상장
2023년 11월 2일에 신한투자증권을 주관사로 공모가 4,400원으로 코넥스에서 코스닥으로 이전상장하였다.

## 참고문헌
1. ↑  “박성수, 이전상장 앞둔 유투바이오, 성장 엔진은 아마존·동남아·M&A”. 《히트뉴스》. 2023년 10월 20일.
2. ↑  “김민지, 겸손한 몸값 내세운 '유투바이오'…성장 전략은”. 《탑데일리》. 2023년 10월 19일.
3. ↑  “유진투자증권 유투바이오 IPO예정 분석보고서” (PDF). 《유진투자증권》. 2023년 10월 19일.
4. ↑  “유투바이오 주특기는 융합기술...헬스케어 플랫폼에 도전장”. 《메디컬타임즈》. 2023년 10월 19일.